# Centro Internacional de Convenciones de Madrid
El Centro Internacional de Convenciones de la Ciudad de Madrid (CICCM) fue un proyecto que iba a realizarse en el norte de la ciudad, junto al complejo empresarial Cuatro Torres Business Area. Estaba previsto que tuviera 120 metros de altura, tres auditorios cubiertos y capacidad para 30.000 personas. Las obras se paralizaron en 2012 por falta de fondos tras 100 millones de euros gastados en el proyecto, habiéndose realizado las obras de excavación, cimentación y las plantas bajas del complejo. Pronto se buscaron alternativas para reaprovechar el solar. En enero de 2017 se presentó públicamente Caleido, un rascacielos de 181 metros que albergará la universidad privada IE University, un hospital privado del grupo Quirón, además de un centro comercial. Para la concesión del terreno Grupo Villar Mir pagará un canon de 4 millones de euros al año al Ayuntamiento durante 75 años.

## Historia
En 2007 los arquitectos Emilio Tuñón, Luis Mansilla  (Mansilla + Tuñón Arquitectos) y Matilde Peralta del Amo ganaron un concurso de ideas convocado por el entonces alcalde, Alberto Ruiz-Gallardón. En el proyecto destacaba un gran edificio redondeado «como un sol naciente». El presupuesto era de 300 millones de euros. La primera fase de las obras se adjudicó en abril de 2009 a la empresa constructora Acciona por 16 millones. El agujero para los cimientos debía realizarse en un año, pero las obras fueron suspendidas por Gallardón cuando se llegó a ese punto. La razón es que el área de Hacienda del Ayuntamiento estimó que el coste del proyecto era "inasumible".
Posteriormente, la constructora prosiguó la excavación y la apuntaló con muros y anclajes. El motivo era que esas acciones eran necesarias para mantener la estabilidad del proyecto. La vida útil de la infraestructura utilizada para mantener la estructura bajo rasante finalizó en febrero de 2012. Para entonces, ya se habían gastado en este futuro edificio 99 millones de euros.

## Características
La parcela tiene unos 70.000 metros cuadrados (33.647 de zona verde y 33.325 para edificar). El proyecto contenía un auditorio con capacidad para 4000 espectadores y dos auditorios con capacidad de 1500 espectadores cada uno. Estos habrían sido usados para reuniones, congresos, convenciones, conciertos u otros eventos culturales. Habría contado, además, con un gran auditorio al aire libre con capacidad para 1000 personas. Habría tres grandes salas de exposiciones situadas en plantas en altura de más de 15 800 metros cuadrados y con una altura de 12 metros. Todas ellas se habrían dotado de una galería de acceso y un mirador de 1000 metros cuadrados. A modo de azotea, se proyectó un gran espacio diáfano de 30 metros de altura con iluminación natural y vistas a la sierra, el este y el oeste de Madrid. Un restaurante y un área del mirador se organizarían en torno a un patio arbolado. Habría contado con ascensores panorámicos que escalarían la fachada de forma curva desde el exterior. Los accesos al edificio y los alrededores del mismo se habrían cubierto de caminos y jardines para asimilarlo a un parque público.